# Altônia
Altônia est une municipalité brésilienne située dans l'État du Paraná.